# فهرست پایگاه‌های داده و موتورهای جستجوی علمی

## فهرست
| نام                                                                                 | حوزه‌های علمی                                                                 | توضیحات | هزینه دسترسی                                                                        | ارائه‌دهندگان |
| ----------------------------------------------------------------------------------- | ---------------------------------------------------------------------------- | --- | ----------------------------------------------------------------------------------- | --- |
| دادگان مجله‌های علمی                                                                 | چندرشته‌ای                                                                    | نمایه جهانی پیایندها که پژوهش‌های پایه‌ای را در همه زمینه‌های دانش پوشش می‌دهد. این نمایه شامل اطلاعات کامل کتاب‌شناختی شامل استنادها است. متن کامل اکثر مقالات در این دادگان در دسترس است که در مجموع شامل ۷۰۰ هزار مقاله است. | رایگان                                                                              | دادگان مجله‌های علمی |
| مجله‌های علمی الکترونیک                                                              | چندرشته‌ای science (student based)                                            | هدایت محققان به چکیده‌ها، پوسترها، مقالات، جویشگرهای علمی، انجمن‌های علمی | رایگان                                                                              | APeJ search |
| آکادمیک سرچ                                                                         | چندرشته‌ای                                                                    | Several versions: Complete, Elite, Premier, and Alumni Edition | نیاز به اشتراک                                                                      | EBSCO Publishing |
| Aerospace & High Technology Databaseفناوری اطلاعات هوافضا، مکانیک پرواز، کیهان‌نوردی | هوافضا، هوانوردی، فضانوردی                                                   | نیاز به اشتراک | پروکوئیست                                                                           | |
| افریکن جورنالز آنلاین                                                               | چندرشته‌ای                                                                    | مجلات علمی منتشرشده در آفریقا | Free abstracts; Subscription full-text                                              | African Journals OnLine |
| ایج‌لاین                                                                             | جامعه‌شناسی، پیری‌شناسی                                                        | شامل اطلاعاتی دربارهٔ مطالعات پیری در ارتباط بااقتصاد، بهداشت و سیاست. | نیاز به اشتراک                                                                      | EBSCO Publishing |
| یوهان فریدریش آگریکولا                                                              | کشاورزی                                                                      | | Free & Subscription                                                                 | ارائه شده توسط کتابخانه ملی کشاورزی ایالات متحده آمریکادسترسی رایگان از طریق کتابخانه ملی کشاورزی آمریکا Subscription access provided by پروکوئیست، OVID. |
| AGRIS: پایگاه دادگان کشاورزی                                                        | کشاورزی                                                                      | Covers کشاورزی، forestry, animal husbandry, aquatic sciences and fisheries, human nutrition, extension literature from over 100 participating countries. Material includes unique grey literature such as unpublished scientific and technical reports, theses, conference papers, government publications, and more. شامل اطلاعات کشاورزی، جنگل‌داری، دامداری، علوم آبزیان و شیلات، تغذیهٔ انسانی                        | رایگان                                                                              | Produced by the Food and کشاورزی Organization of the United Nations. http://agris.fao.org AGRIS |
| ایریتی‌اینکAiriti Inc                                                                | چندرشته‌ای                                                                    | چین، تایوان. | نیاز به اشتراک                                                                      | Airiti Inc |
| آنالیتیک‌ابسترکت                                                                     | شیمی                                                                         | | نیاز به اشتراک                                                                      | Royal Society of شیمی |
| کتابخانه دیجیتال علوم تحلیلی                                                        | علوم تحلیلی                                                                  | | رایگان                                                                              | National Science Digital Library and the Analytical شیمی Division of the انجمن شیمی آمریکا |
| آنتروپولوجیکال ایندکس آنلاین                                                        | انسان‌شناسی                                                                   | تنها حاوی ایندکس مقالات است (بدون چکیده و متن کامل مقالات). | رایگان                                                                              | مؤسسه سلطنتی انسان‌شناسی |
| متون انسان‌شناختی                                                                    | انسان‌شناسی                                                                   | Free to Harvard faculty, staff and students. Subscription for non-Harvard access. | Maintained by دانشگاه هاروارد. Non-Harvard access provided by OCLC                  | |
| ای‌لوم ایندکس آنلاین                                                                 | انسان‌شناسی، باستان‌شناسی، جامعه‌شناسی                                          | Include full access to electronic documents (eBooks & eJournals) about انسان‌شناسی، باستان‌شناسی & Sociology Research in Latin America, Caribbean, Portugal and Spain (full-text). | نیاز به اشتراک                                                                      | Syllaba Press International Inc. بایگانی‌شده در ۹ مارس ۲۰۲۱ توسط Wayback Machine |
| ویسیندی                                                                             | علوم اجتماعی                                                                 | شامل چکیده‌های علمی و مجموعه مقالاتی بر پایه آمریکای لایتن، پرتغال و اسپانیا. | نیاز به اشتراک                                                                      | Syllaba Press International Inc. بایگانی‌شده در ۹ مارس ۲۰۲۱ توسط Wayback Machine |
| Arachne                                                                             | باستان‌شناسی، تاریخ هنر                                                       | زبان آلمانی | رایگان                                                                              | German Archaeological Institute & the دانشگاه کلن، administered by Reinhard Foertsch |
| Arnetminer                                                                          | علوم رایانه                                                                  | خدمات آنلاین جهت دستیابی به نمایه‌ها و شبکه‌های اجتماعی آکادمیک | رایگان                                                                              | دانشگاه چینهوا |
| نمایه استنادی علوم انسانی و هنر                                                     | هنر، علوم انسانی                                                             | بخشی از وب آو ساینس | نیاز به اشتراک                                                                      | تامسون رویترز |
| آرکسیو                                                                              | فیزیک، ریاضیات، علوم رایانه، Nonlinear sciences, زیست‌شناسی مصنوعی and]] آمار | | رایگان                                                                              | دانشگاه کرنل |
| Association for Computing Machinery Digital Library                                 | علوم رایانه، مهندسی                                                          | | نیاز به اشتراک                                                                      | انجمن ماشین‌های محاسب |
| دیتا سیستم آستروفیزیکس                                                              | اخترفیزیک، ژئوفیزیک، فیزیک                                                   | | رایگان                                                                              | دانشگاه هاروارد |
| ATLA Religion Database                                                              | دین‌شناسی                                                                     | اطلاعاتی دربارهٔ مطالعات مربوط به کتاب‌های مقدس، ادیان جهان، تاریخ کلیسا و بررسی دین در مسائل اجتماعی | نیاز به اشتراک                                                                      | [ ۲۳ ] |
| AULIMP: Air University Library's Index to Military Periodicals                      | Military Science                                                             | | رایگان                                                                              | Air University |
| BASE: Bielefeld Academic Search Engine                                              | چندرشته‌ای                                                                    | | رایگان                                                                              | Bielefeld University |
| Beilstein database                                                                  | Organic شیمی                                                                 | | نیاز به اشتراک                                                                      | Available from الزویر under the product name Reaxys |
| Biological Abstracts                                                                | زیست‌شناسی                                                                    | یک مجموعه کامل از منابع کتابشناسی که در آن متون زیستی و زیست‌پزشکی را که در بیش از ۴۰۰۰مجله بین‌المللی منتشر شده است، را در خود دارد. | نیاز به اشتراک                                                                      | Available from تامسون رویترز |
| BioOne                                                                              | زیست‌شناسی، بوم‌شناسی، and علم محیط زیست                                       | An aggregation of over 78,000 peer-reviewed, full-text articles on current research in Biodiversity Conservation, Biology, Ecology, Plant Sciences, Entomology, Ornithology, and Zoology. | Free Abstract & References, Subscription Collections, and an Open Access Collection | Available from BioOne |
| Bioinformatic Harvester                                                             | زیست‌شناسی، بیوانفورماتیک                                                     | A meta search engine for 50 major bioinformatic databases and projects. | رایگان                                                                              | Available from Liebel-Lab KIT Karlsruhe Institute of Technology |
| Book Review Index Online                                                            | Book reviews                                                                 | | نیاز به اشتراک                                                                      | Thomson Gale |
| Books In Print                                                                      | Books                                                                        | | نیاز به اشتراک                                                                      | R.R. Bowker |
| خدمات چکیده‌های شیمی                                                                 | شیمی                                                                         | | نیاز به اشتراک                                                                      | انجمن شیمی آمریکا |
| ChemXSeer                                                                           | شیمی                                                                         | | رایگان                                                                              | دانشگاه ایالتی پنسیلوانیا |
| Chinese علوم اجتماعی Citation Index                                                 | علوم اجتماعی                                                                 | | نیاز به اشتراک                                                                      | Nanjing University |
| سیویلیکا CIVILICA                                                                   | چندرشته‌ای                                                                    | ناشر مقالات کنفرانسهای ایران در کلیه رشته‌ها شامل چکیده و اصل مقالات. اکثر مقالات به زبان فارسی می‌باشند | نیاز به اشتراک                                                                      | انتشارات بوم سازه - پایگاه سیویلیکا |
| Cochrane Library                                                                    | پزشکی، مراقبت سلامت                                                          | شامل بررسی پژوهشی به منظور پیشرفت و ترقی بهداشت و درمان مبتنی بر شواهد. | نیاز به اشتراک                                                                      | جان وایلی و پسران |
| CINAHL: Cumulative Index to Nursing and Allied Health                               | پرستاری، Allied Health                                                       | | نیاز به اشتراک                                                                      | EBSCO |
| CHBD: Circumpolar Health Bibliographic Database                                     | پزشکی                                                                        | | رایگان                                                                              | دانشگاه کلگری |
| Citebase Search                                                                     | ریاضیات، علوم رایانه، فیزیک                                                  | Semi-autonomous citation index of free online research | رایگان                                                                              | دانشگاه ساوثهمپتون |
| شبکه حسگر                                                                           | علوم رایانه                                                                  | Replaced by شبکه حسگر. | رایگان                                                                              | دانشگاه ایالتی پنسیلوانیا |
| شبکه حسگر                                                                           | علوم رایانه                                                                  | | رایگان                                                                              | دانشگاه ایالتی پنسیلوانیا |
| CogPrints: Cognitive Sciences Eprint Archives                                       | علم (General)                                                                | | رایگان                                                                              | دانشگاه ساوثهمپتون |
| The Collection of علوم رایانه Bibliographies                                        | علوم رایانه                                                                  | | رایگان                                                                              | Alf-Christian Achilles |
| Compendex                                                                           | مهندسی                                                                       | Electronic version of مهندسی Index. | نیاز به اشتراک                                                                      | الزویر |
| Current Index to آمار                                                               | آمار                                                                         | Limited free search | نیاز به اشتراک                                                                      | American Statistical Association and the Institute of Mathematical آمار |
| Current Contents                                                                    | چندرشته‌ای                                                                    | Part of Web of Knowledge. Contains 7 discipline-specific subsets. | نیاز به اشتراک                                                                      | تامسون رویترز |
| Directory of Open Access Journals                                                   | مجله‌های علمی                                                                 | | رایگان                                                                              | دانشگاه لاند |
| DBLP                                                                                | علوم رایانه                                                                  | یک لیست کامل از مجلات و کنفرانس‌ها در رابطه با علوم رایانه | رایگان                                                                              | University of Trier, Germany |
| Dotec-Colombia                                                                      | اقتصاد                                                                       | Working papers and articles about economics in Colombia. More than 5,000 documents from more than 50 institutions in the country. Dotec-Colombia automatically links all documents in Repec | رایگان                                                                              | Dotec-Colombia |
| EconLit                                                                             | اقتصاد                                                                       | The American Economic Association's electronic database, the world's foremost source of references to economic literature. | نیاز به اشتراک                                                                      | Produced by the American Economic Association. Available from CSA, DIALOG, OCLC, OVID, and AEA. |
| EMBASE                                                                              | زیست‌پزشکی، داروشناسی                                                         | Biomedical database with a strong focus on drug and pharmaceutical research. | نیاز به اشتراک                                                                      | الزویر |
| ERIC: Educational Resource Information Center                                       | آموزش و پرورش                                                                | Education literature and resources. Provides access to over 1.3 million records dating back to 1966. | رایگان                                                                              | تهیه‌شده توسط وزارتخانه آموزش آمریکا. Also available by subscription from OCLC, CSA. |
| Food Science and Technology Abstracts                                               | Food science, Food technology, تغذیه                                         | پایگاه دادگان جهانی در رابطه با اطلاعات علوم تغذیه، تکنولوژی تغذیه و مواد مغذی | نیاز به اشتراک                                                                      | Produced by the International Food Information Service. Access provided by OVID, وب آو نالج، Dialog, DataStar and STN International |
| FOREASt: Free Open Resources for East Asian Studies                                 | East Asian Studies                                                           | Covers over 300 free and open access resources for studying China, Japan, and Korea, including online databases, digital collections, and open access journals. | رایگان                                                                              | Internet East Asian Library |
| Fuse                                                                                | Business research papers                                                     | A business research engine, indexing 728 open-access ejournals and similar open sources. Does not search press releases or trade magazines. | رایگان                                                                              | Fuse |
| GENESIS                                                                             | Women's history                                                              | Descriptions of women's history collections from sources in the UK, as well as women's history websites. | رایگان                                                                              | دانشگاه متروپلیتن لندن |
| German Education Index                                                              | آموزش و پرورش                                                                | A bibliographical database that provides comprehensive references to all areas of education. | رایگان                                                                              | Coordinating Office of the German Education Index |
| گوگل اسکالر                                                                         | چندرشته‌ای                                                                    | | رایگان                                                                              | گوگل |
| GoPubMed                                                                            | پزشکی                                                                        | | رایگان                                                                              | Transinsight GmbH |
| HubMed                                                                              | پزشکی                                                                        | An alternative interface to the پاب‌مد medical literature database | رایگان                                                                              | Alf Eaton |
| آی‌تریپل‌ای اکسپلور                                                                   | علوم رایانه، مهندسی، الکترونیک                                               | | نیاز به اشتراک                                                                      | IEEE |
| Information Bridge: Department of Energy Scientific and Technical Information       | چندرشته‌ای                                                                    | The Information Bridge: DOE Scientific and Technical Information provides free public access to over 266,000 full-text documents and bibliographic citations of Department of Energy (DOE) research report literature. Documents are primarily from 1991 forward and were produced by DOE, the DOE contractor community, and/or DOE grantees. Legacy documents are added as they become available in electronic format. | رایگان                                                                              | وزارت انرژی ایالات متحده آمریکا، Office of Scientific and Technical Information |
| اینفورم‌آی‌تی                                                                         | چندرشته‌ای                                                                    | Australasian aggregator of bibliographic databases and journals | —                                                                                   | RMIT Publishing |
| Infotopia                                                                           | چندرشته‌ای                                                                    | United States search engine of academic sites approved by librarians, teachers, and consortia | رایگان                                                                              | Dr. Michael Bell |
| IngentaConnect                                                                      | چندرشته‌ای                                                                    | | Free searching; Subscription full-text                                              | Ingenta |
| Indian Citation Index (ICI)                                                         | چندرشته‌ای                                                                    | | Subscription Bibliographical, full-text                                             | ICI |
| Inspec                                                                              | فیزیک، مهندسی، علوم رایانه                                                   | The leading bibliographic database providing abstracts and indexing to the world's scientific and technical papers in physics, electrical مهندسی، electronics, communications, control مهندسی، computing, information technology, manufacturing, production, and mechanical مهندسی. | نیاز به اشتراک                                                                      | IET |
| Interred educational search engine                                                  | چندرشته‌ای                                                                    | Is a semantic web search engine for education. | رایگان                                                                              | Interred |
| InTechOpen                                                                          | چندرشته‌ای                                                                    | Open access books and journals in science, technology and medicine. | رایگان                                                                              | InTech |
| International Directory of Philosophy                                               | فلسفه                                                                        | Contains information on university philosophy departments and programs, philosophical societies, research centers, journals, and philosophy publishers around the world. | نیاز به اشتراک                                                                      | Philosophy Documentation Center |
| Intute                                                                              | چندرشته‌ای                                                                    | Serves students, teachers, and researchers in UK further education and higher education, offering a selection of around 300,000 academic websites which have been hand-picked and described by subject specialists. | رایگان                                                                              | Intute |
| Intwine                                                                             | فعالیت‌های هنری and علوم انسانی                                               | Allows the searching of the full-text of all academic websites catalogued by the Intute arts and علوم انسانی service from 2005–2010. | رایگان                                                                              | Intwine |
| JournalSeek                                                                         | چندرشته‌ای                                                                    | دسترسی آزاد in different language | Links to journal's home page and publishers                                         | JournalSeek |
| JSTOR: Journal Storage                                                              | چندرشته‌ای (Historical)                                                       | | نیاز به اشتراک                                                                      | جی‌استور |
| JURN                                                                                | Arts and علوم انسانی                                                         | Search and retrieve the full-text of over 3,600 scholarly ejournals in the arts and علوم انسانی. | رایگان                                                                              | JURN |
| LexisNexis                                                                          | قانون (general)                                                              | Electronic database for legal and public-records related information | نیاز به اشتراک                                                                      | Reed الزویر |
| MathSciNet                                                                          | ریاضیات                                                                      | Available in print as Mathematical Reviews | نیاز به اشتراک                                                                      | انجمن ریاضی آمریکا |
| مدلاین پلاس                                                                         | پزشکی                                                                        | | رایگان                                                                              | Produced by the کتابخانه ملی پزشکی ایالات متحده آمریکا، the مؤسسات ملی بهداشت، and the وزارت بهداشت و خدمات انسانی ایالات متحده آمریکا |
| مندلی                                                                               | چندرشته‌ای                                                                    | The Mendeley research catalog is a crowdsourced database of research documents. Researchers have uploaded nearly 100M documents into the catalog with additional contributions coming directly from subject repositories like Pubmed Central and Arxiv.org or web crawls. | رایگان                                                                              | مندلی |
| مرک ایندکس                                                                          | شیمی، زیست‌شناسی، داروشناسی                                                   | Also available in print. | نیاز به اشتراک                                                                      | Produced by مرک و کو.. Available from CambridgeSoft Corporation, Dialog, Knovel, MedicinesComplete, STN International |
| Meteorological and Geoastrophysical Abstracts                                       | هواشناسی، اخترفیزیک، زمین‌شناسی                                               | | نیاز به اشتراک                                                                      | Produced by the American Meteorological Society. Available from Dialog and CSA. |
| Microsoft Academic Search                                                           | علوم رایانه and a limited extent on information science                      | Provides many innovative ways to explore scientific papers, conferences, journals, and authors | رایگان                                                                              | مایکروسافت |
| NBER: National Bureau of Economic Research                                          | اقتصاد                                                                       | | رایگان                                                                              | دفتر ملی پژوهش اقتصادی |
| National Criminal Justice Reference Service                                         | Criminology, Sociology                                                       | Abstracts of scholarly journal articles, agency and NGO reports, and conference proceedings | رایگان                                                                              | وزارت دادگستری ایالات متحده آمریکا، Office of Justice Programs |
| National Diet Library Collection                                                    | چندرشته‌ای                                                                    | Japanese. Catalog for the National Library of Japan. | —                                                                                   | کتابخانه شورای ملی ژاپن |
| OAIster                                                                             | چندرشته‌ای                                                                    | | رایگان                                                                              | OCLC |
| OA.mg                                                                               | چندرشته‌ای                                                                    | | رایگان                                                                              | OA.mg |
| Odysci Academic Search                                                              | علوم رایانه، Electrical مهندسی and related research topics                   | A web portal for academic search and rank and technical collaboration, in the علوم رایانه، electrical مهندسی and related research topics. | رایگان                                                                              | Odysci |
| Open Access Journals Search Engine (OAJSE)                                          | چندرشته‌ای                                                                    | Provides Searching and Browsing of Open Access مجله‌های علمی | رایگان                                                                              | Open Access Journals Search Engine (OAJSE). |
| Open J-Gate                                                                         | مجله‌های علمی                                                                 | Index of open access journals | رایگان                                                                              | Informatics India Ltd. |
| OpenSIGLE                                                                           | ادبیات خاکستری                                                               | Indexes European grey literature. | رایگان                                                                              | Institut de l'Information Scientifique et Technique |
| Philosophy Documentation Center eCollection                                         | اخلاق کاربردی، فلسفه، دین‌شناسی                                               | Journals, series, conference proceedings, and other works from several countries online. | Free abstract & preview; Subscription full-text                                     | Philosophy Documentation Center |
| Philosophy Research Index                                                           | فلسفه                                                                        | Index of books, journals, disserations, and other documents | نیاز به اشتراک                                                                      | Philosophy Documentation Center |
| PhilPapers                                                                          | فلسفه                                                                        | | رایگان                                                                              | PhilPapers |
| PhilSci Archive                                                                     | فلسفه                                                                        | Philosophy of science e-print archive | رایگان                                                                              | PhilSci Archive |
| POIESIS: Philosophy Online Serials                                                  | فلسفه، اخلاق کاربردی، دین‌شناسی                                               | Journals and series, online access for institutions with print | Free abstract & preview; Subscription full-text                                     | Philosophy Documentation Center |
| PsychSpider                                                                         | روان‌شناسی                                                                    | Psychology search engine, which indexes Web content as well as bibliographic (meta-) data. Approximately 1.2 Mio documents from the surface Web and the invisible Web are accessible from a single point of entry. | رایگان                                                                              | Produced by the Leibniz Institute for Psychology Information. |
| PsycINFO                                                                            | روان‌شناسی                                                                    | The largest resource devoted to peer-reviewed literature in behavioral science and mental health. It contains over 2.6 million citations and summaries dating as far back as the early 19th century. | نیاز به اشتراک                                                                      | Produced by the APA. Available from several database vendors. |
| PSYNDEX                                                                             | روان‌شناسی                                                                    | PSYNDEX is the most comprehensive abstract database (not full-text) of psychological literature, audiovisual media, intervention programs and tests from the German-speaking countries. | نیاز به اشتراک                                                                      | Produced by the Leibniz Institute for Psychology Information. |
| Pubget                                                                              | چندرشته‌ای                                                                    | | نیاز به اشتراک                                                                      | Pubget |
| پاب‌مد                                                                               | پزشکی                                                                        | | رایگان                                                                              | مؤسسات ملی بهداشت and the کتابخانه ملی پزشکی ایالات متحده آمریکا |
| پاب‌کم                                                                               | شیمی                                                                         | | رایگان                                                                              | مرکز ملی اطلاعات زیست‌فناوری and the کتابخانه ملی پزشکی ایالات متحده آمریکا |
| Rarebooks.info                                                                      | چندرشته‌ای / Bibliographies                                                   | یکی از کتابشناسی‌های نادر الکترونیکی در باب چاپ‌های قدیمی، ادبیات جهان، تاریخ طبیعی، علوم، پزشکی، الهیات، مطالعات فرهنگی و منطقه، Judaica، موسیقی، الهیات، هنر و معماری است. | نیاز به اشتراک / Free trial available                                               | www.rarebooks.info |
| Readers' Guide to Periodical Literature                                             | مجله‌های علمی and Magazines                                                   | پوشش‌دهی از سال۱۹۸۳ تا کنون. | نیاز به اشتراک                                                                      | H. W. Wilson Company |
| Reader's Guide Retrospective: 1890–1982                                             | مجله‌های علمی and Magazines                                                   | | نیاز به اشتراک                                                                      | H. W. Wilson Company |
| RePEc: Research Papers in اقتصاد                                                    | اقتصاد                                                                       | | رایگان                                                                              | Volunteer Collaboration |
| Russian Science Citation Index                                                      | مجله علمی                                                                    | پایگاه اطلاعاتی فهرست انتشارات علمی در روسیه. | رایگان                                                                              | Scientific electronic library |
| Rock's Backpages                                                                    | موسیقی                                                                       | Primary documents from the history of راک اند رول | نیاز به اشتراک. Limited free access with registration.                              | Backpages Limited |
| SafetyLit                                                                           | چندرشته‌ای                                                                    | Citations and abstracts of journal articles and reports from researchers working in the more than 35 distinct professional disciplines (architecture - zoology) relevant to preventing unintentional injuries, violence, and self-harm. | رایگان                                                                              | San Diego State University Graduate School of Public Health and the World Health Organization, Department of Violence and Injury Prevention |
| SciDiver                                                                            | فیزیک، ریاضیات، علوم رایانه، Nonlinear sciences, زیست‌شناسی مصنوعی and آمار   | Experimental enhanced search interface with NLP based search over arXiv. | رایگان                                                                              | SciDiver |
| Science.gov                                                                         | چندرشته‌ای                                                                    | مدخلی برای دستیابی به اطلاعات و پژوهش‌های دولتی است. science.gov جستجو در بیش‌از ۴۵پایگاه داده علمی و ۲۰۰میلیون صفحه از اطلاعات علمی را تنها با یک جستجوی ساده فراهم می‌کند. هم‌چنین دروازه ورود به بیش‌از ۲۰۰۰وب‌سایت علمی است. | رایگان                                                                              | Science.gov Alliance, 18 scientific and technical organizations from 14 federal agencies that contribute to Science.gov. وزارت انرژی ایالات متحده آمریکا، Office of Scientific and Technical Information serves as the operating agent for Science.gov.                                               |
| پایگاه اطلاعات علمی جهاد دانشگاهی (مرکز اطلاعات علمی)                               | فنی و مهندسی، علوم پزشکی، علوم پایه، علوم انسانی                             | با بانک رایگان و چندمنظوره شامل مقالات رشته‌های فنی مهندسی، پزشکی، علوم پایه و علوم انسانی | رایگان                                                                              | پایگاه اطلاعات علمی جهاد دانشگاهی |
| ساینس اکسلریتور                                                                     | چندرشته‌ای                                                                    | A gateway to results of DOE research and development and major R&D accomplishments of interest to DOE. | رایگان                                                                              | وزارت انرژی ایالات متحده آمریکا، Office of Scientific and Technical Information. |
| نمایه استنادی علمی                                                                  | علم (General)                                                                | Part of وب آو ساینس | نیاز به اشتراک                                                                      | تامسون رویترز |
| ساینس دیرکت                                                                         | چندرشته‌ای                                                                    | | نیاز به اشتراک                                                                      | الزویر |
| سیروس                                                                               | علم (General)                                                                | | رایگان                                                                              | الزویر |
| اسکوپوس                                                                             | چندرشته‌ای                                                                    | | نیاز به اشتراک                                                                      | الزویر |
| SearchTeam                                                                          | چندرشته‌ای                                                                    | دانشجویان با مشارکت همدیگر به جستجوی منابع و مقالات علمی پرداخته‌اند. | رایگان                                                                              | Zakta |
| SeDiCI UNLP                                                                         | چندرشته‌ای                                                                    | مجلات (ژورنال‌ها)، مجموعه مقالات همایش‌ها، پایان‌نامه‌ها، عکس‌ها و تمامی خلاقیت‌های فکری از دانشگاه ملی لا پلاتا | رایگان                                                                              | National University of La Plata |
| علوم اجتماعی Citation Index                                                         | علوم اجتماعی                                                                 | Part of وب آو ساینس | نیاز به اشتراک                                                                      | تامسون رویترز |
| Socol@r: Socolar                                                                    | چندرشته‌ای                                                                    | حاوی منابع علمی با دسترسی آزاد(به انگلیسی: دسترسی آزاد) به زبان‌های مختلف | Free abstracts; Links to full-text                                                  | Socolar |
| SSRN: علوم اجتماعی Research Network                                                 | علوم اجتماعی                                                                 | Contains an abstracts database and a electronic paper collection, arranged by discipline. | رایگان                                                                              | علوم اجتماعی Electronic Publishing, Inc. |
| SSRRN: علوم اجتماعی Research Resources Network                                      | علوم اجتماعی                                                                 | Indexes datasets and statistical codes | رایگان                                                                              | علوم اجتماعی Research Resources Network = |
| SPIRES-HEP                                                                          | فیزیک، (High Energy)                                                         | | رایگان                                                                              | آزمایشگاه ملی شتاب‌دهنده اسلاک & partners |
| اشپرینگر ساینس+بیزینس مدیا                                                          | چندرشته‌ای                                                                    | | Free abstract & preview; Subscription full-text                                     | Springer |
| TDG Scholar                                                                         | علوم رایانه مقالات علمی                                                      | | رایگان                                                                              | The Distributed Group |
| Theological Journals Search                                                         | الهیات، دین‌شناسی                                                             | امکان جستجو و بازیابی متن کامل مقالات از بیش از ۳۵۰ مجله با دسترسی آزاد. | رایگان                                                                              | گوگل |
| Udemy                                                                               | چندرشته‌ای                                                                    | آموزش و یادگیری رایگان به همه از طریق ویدیو، انجمن‌ها و…. | رایگان                                                                              | Udemy |
| Ulrich's Periodicals Directory                                                      | Periodicals                                                                  | | نیاز به اشتراک                                                                      | پروکوئیست |
| VADLO                                                                               | زیست‌پزشکی، علوم زیستی                                                        | Categories indexed: Protocols, Online tools, Powerpoints, Databases, Software | رایگان                                                                              | VADLO |
| وب آو نالج                                                                          | چندرشته‌ای                                                                    | Includes other products, such as وب آو ساینس، Biological Abstracts & The Zoological Record | نیاز به اشتراک                                                                      | تامسون رویترز |
| وب آو ساینس                                                                         | علم (General)                                                                | Includes other products, such as علوم اجتماعی Citation Index & نمایه استنادی علوم. | نیاز به اشتراک                                                                      | تامسون رویترز |
| WestLaw                                                                             | قانون (General)                                                              | | نیاز به اشتراک                                                                      | تامسون رویترز |
| virascience                                                                         | چند رشته‌ای                                                                   | امکان جستجو در میان ۴ میلیون رکورد علمی و بروز رسانی روزانه | جستجو رایگان و دانلود نیاز به اشتراک دارد                                           | ویراساینس |
| ورلدکت                                                                              | چندرشته‌ای                                                                    | Unified catalog of member libraries' catalogs | Free & Subscription                                                                 | OCLC |
| ورلدوایدساینس                                                                       | چندرشته‌ای                                                                    | WorldWideScience is a global science gateway composed of national and international scientific databases and portals. WorldWideScience accelerates scientific discovery and progress by providing one-stop searching of databases from around the world. Multilingual WorldWideScience provides real-time searching and translation of globally dispersed multilingual scientific literature.                           | رایگان                                                                              | The WorldWideScience Alliance, a multilateral partnership, consists of participating member countries and provides the governance structure for WorldWideScience. وزارت انرژی ایالات متحده آمریکا، Office of Scientific and Technical Information serves as the operating agent for WorldWideScience. |
| Zasshi Kiji Sakuin: Japanese Periodicals Index                                      | مجله‌های علمی                                                                 | Japanese. | —                                                                                   | کتابخانه شورای ملی ژاپن's Online Catalog, MagazinePlus, ساینی |
| Zentralblatt MATH                                                                   | ریاضیات                                                                      | First three records free without subscription. | نیاز به اشتراک                                                                      | اشپرینگر ساینس+بیزینس مدیا |
| The Zoological Record                                                               | جانورشناسی                                                                   | ثبت غیررسمی اسامی علمی و مقالات ارائه‌شده در جانورشناسی از سال ۱۸۶۴ تا کنون. | نیاز به اشتراک                                                                      | تامسون رویترز |